# روبرتو كاستيلو
روبرتو كاستيلو (بالإسبانية: Roberto Castillo)‏ هو كاتب وفيلسوف سلفادوري، ولد في 1950 في السلفادور، وتوفي في 2008 في تيغوسيغالبا في هندوراس.